# Parque La Mexicana
El Parque La Mexicana es un espacio público ubicado en la zona de Santa Fe, en el poniente de la Ciudad de México. Fue inaugurado el 24 de noviembre de 2017 por el entonces jefe de Gobierno de la Ciudad de México, Miguel Ángel Mancera. Con una extensión de 28 hectáreas, constituye el segundo parque urbano más grande de la capital mexicana, después del Bosque de Chapultepec. El diseño fue realizado por los arquitectos Mario Schjetnan y Víctor Márquez.
El terreno donde hoy se encuentra el parque era previamente un tiradero de escombros y materiales de construcción. La transformación de este espacio en un parque público fue parte de un proyecto de recuperación ambiental y desarrollo urbano sostenible.

## Historia
El terreno donde hoy se encuentra el parque fue originalmente una mina de arena y grava que operó durante varias décadas. Antes de la construcción del parque, el predio era ocupado por una trituradora de material llamada La Mexicana, que abarcaba casi 4 hectáreas de terreno. Esta instalación generaba una gran cantidad de contaminación en las escuelas cercanas, lo que llevó a una petición vecinal para su clausura en 2012. 
Tras la retirada de la trituradora, el predio quedó abandonado y se convirtió en un espacio degradado. Posteriormente se rellenó el terreno y se consideró la posibilidad de desarrollar un proyecto inmobiliario en la zona. Inicialmente, se propuso la construcción de 10,000 viviendas, pero la cifra se redujo posteriormente a 8,000 y finalmente a 5,650 viviendas, aprovechando la conexión con la Supervía Poniente que daría conectividad a la zona. Sin embargo, los residentes de Santa Fe y Lomas de Santa Fe se opusieron, argumentando que la edificación de tal cantidad de viviendas agravaría los problemas de tráfico en la zona.
Después de un largo proceso de negociación entre el gobierno, los desarrolladores inmobiliarios y la comunidad, se llegó a un acuerdo. Se autorizó la construcción de 1600 viviendas de lujo y el resto del terreno se destinó a la creación de un parque público.
La construcción del parque implicó la creación de un sistema de drenaje para la zona, así como la utilización de materiales reciclados (principalmente escombro que se había depositado en la zona desde el terremoto de 1985) para la construcción de los andadores. El parque fue inaugurado el 24 de noviembre de 2017. Su construcción tuvo un costo superior a los 2 mil millones de pesos, financiados en su mayoría por desarrolladores inmobiliarios como parte de un esquema de mitigación urbana. Este modelo permitió la creación de un parque de acceso gratuito sin representar una carga financiera para el gobierno de la ciudad.

## Diseño y características
El diseño del parque estuvo a cargo de los arquitectos Víctor Márquez y Mario Schjetnan, basándose en el concepto del parque urbano Martin Luther King en París, Francia. Cuenta con una extensión de 28 hectáreas, lo que lo convierte en un espacio tres veces más grande que la Alameda Central. El diseño respeta la topografía natural del terreno y promueve la conservación ecológica. Su construcción se apegó a estrictos criterios de autosuficiencia y conservación ecológica, incluyendo un sistema de captación de agua pluvial que permite el riego de las áreas verdes sin recurrir a fuentes externas. Además, cuenta con humedales artificiales para el filtrado y reutilización del agua. Las áreas verdes cuentan con más de 2,000 árboles y 100,000 mil metros cuadrados de pasto, además de 60,000 metros cuadrados de jardines con plantas de ornato y especies endémicas. Las especies vegetales fueron seleccionadas considerando el clima y las características del suelo de la zona.
El parque opera bajo un esquema de administración público-privada. Un fideicomiso privado se encarga de su mantenimiento y operación, mientras que el gobierno de la Ciudad de México supervisa su funcionamiento como espacio público.

## Infraestructura y actividades
La Mexicana incluye áreas deportivas, culturales e infantiles, así como espacios dedicados a las mascotas. Cuenta con una red de 4.3 kilómetros de ciclopista y 3.4 kilómetros de trotapista; un jardín canino, un skatepark y zona de restaurantes. El área del skatepark tiene una superficie de 2,100 m², en la cual hay diversas rampas, escaleras, tubos, un volcán y un bowl de 2.7 metros de altura. El jardín canino está dividido en dos zonas: una para perros grandes y la otra para perros pequeños; cuenta con bebederos, rampas, zona de juegos y botes de basura para las heces. Esta es la única zona del parque en la cual se permite que los perros estén sin correa. También se integran zonas de alimentación y un teatro al aire libre. Todas las actividades cuentan con acceso para silla de ruedas.

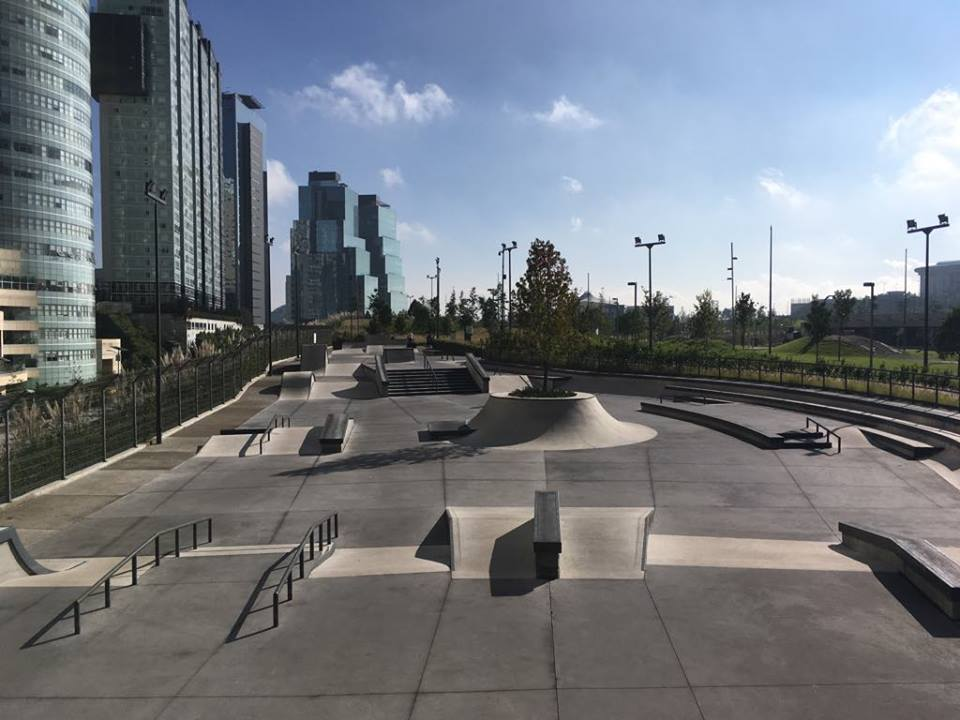
Skatepark "La Mexicana"
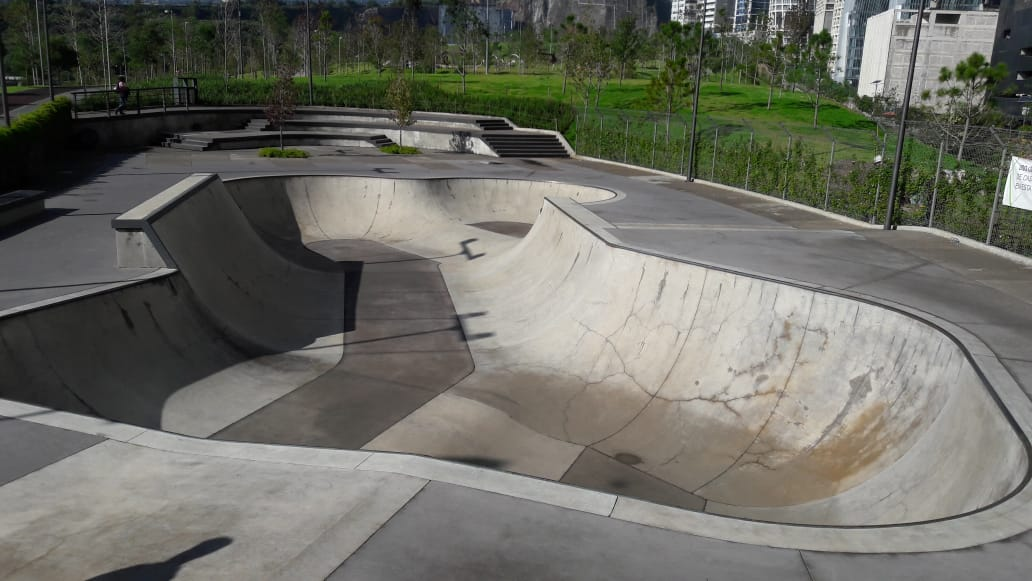
Vista del bowl del Skatepark "La Mexicana"

## Transporte
El parque cuenta con un estacionamiento para vehículos. Las rutas de transporte público más cercanas son 34-A, con punto de partida en metro Balderas y Ruta 5 partiendo desde metro Observatorio con recorrido por Avenida Santa Fe y parada en la intersección con avenida Luis Barragán.

## Premios y reconocimientos
En el año 2018 el recinto fue elegido como Obra del Año de entre 31 propuestas por parte de los suscriptores de la revista Obras.
El Parque La Mexicana ha recibido en dos ocasiones el reconocimiento Green Flag Award el cual es otorgado a parques y espacios verdes bien administrados en el año 2019 en México.